# Gösta De Geer
Gösta Johan Gerard De Geer, född den 3 juli 1895 i Malmö, död den 21 november 1986 i Stockholm, var en svensk friherre och företagsledare. Han var son till Gustaf De Geer.

## Biografi
De Geer avlade officersexamen 1916 och blev löjtnant vid Livgardet till häst 1919. Han genomgick Krigshögskolan 1925–1927, var biträdande militärattaché i Paris 1927–1928 och kadettofficer vid Krigsskolan 1928–1933. De Geer blev ryttmästare vid Livregementet till häst 1931, på reservstat 1937, och befordrades till major 1940. Han var ekonomidirektör vid Imo-Industri 1937–1953. De Geer var styrelseordförande i Zander & Ingeström 1953–1969 samt styrelseledamot i Bultfabriksaktiebolaget 1949–1971 och i Alfa-Laval 1951–1970. Han blev riddare av Svärdsorden 1937 och av Vasaorden 1963. Gösta De Geer vilar i sin familjegrav på Norra begravningsplatsen utanför Stockholm.